# Almu
Almu è un comune dell'Azerbaigian situato nel distretto di Lerik. Conta una popolazione di 414 abitanti.